# Move Along
Move Along är alternative-rock gruppen The All-American Rejects andra album, släppt 12 juli 2005.

## Låtlista
1. ""Dirty Little Secret"" (släppt som singel 2005)
2. "Stab My Back"
3. "Move Along" (singel 2006)
4. "It Ends Tonight" (singel 2006)
5. "Change Your Mind"
6. "Night Drive"
7. "11:11 P.M."
8. "Dance Inside" (singel 2007)
9. "Top of the World" (singel 2006)
10. "Straitjacket Feeling"
11. "I'm Waiting"
12. "Can't Take It"

## Bonusspår i Storbritannien
1. "Night Drive (Acoustic)"
2. "Eyelash Wishes"
3. "Kiss Yourself Goodbye"

## Medverkande
- Deena Anderson – Handklapp, fotstamp
- Howard Benson – Keyboards, handklapp, fotstamp
- Benjamin Byram – barnkör
- Lenny Castro – Slagverk
- Paul DeCarli – keyboards
- Chris Gaylor – Slagverk, trummor
- Mike Kennerty – gitarr, bakgrundssång
- Deborah Lurie – conductor
- Michael Mayo – barnkör
- Zoe Merrill – barnkör
- Haeley Moore – barnkör
- Jamie Muhoberac – piano
- Keith Nelson – Handklapp, fotstamp
- Aaron Page – barnkör
- Bobbi Page – kör, refräng
- Tyson Ritter – bas, theremin, Sång, bakgrundssång
- Nick Wheeler – banjo, guitar, keyboards, classical guitar, electric sitar
- David Low – musician contractor
- Mark Robertson – Konsetmästare
- Sam Fischer – violin
- Cheryl Norman – violin
- Grace Oh – violin
- Larry Greenfield – violin
- Jennifer Levin – violin
- Cynthia Moussas – violin
- Susan Rishik – violin
- Danny Seidenberg – viola
- Leah Katz – viola
- Jen Kuhn – cello
- Barry Gold – cello
- Bart Samolis – dubbelbas

## Listplaceringar
Album - Billboard (Nordamerika)
| Årtal | Lista                  | Topplacering    |
| ----- | ---------------------- | --------------- |
| 2005  | Billboard 200          | 6 (2x Platinum) |
| 2005  | Top Independent Albums | 6               |

Singles - Billboard (Nordamerikamerica)
| Årtal | Singel                | Lista             | Topplacering |
| ----- | --------------------- | ----------------- | ------------ |
| 2006  | "Dirty Little Secret" | Hot Digital Songs | 1            |
| 2006  | "Dirty Little Secret" | Pop 100           | 4            |
| 2006  | "Dirty Little Secret" | Billboard Hot 100 | 9            |
| 2006  | "Move Along"          | Hot Digital Songs | 4            |
| 2006  | "Move Along"          | Billboard Hot 100 | 15           |
| 2006  | "Move Along"          | Pop 100           | 12           |
| 2006  | "It Ends Tonight"     | Hot Digital Songs | 5            |
| 2007  | "It Ends Tonight"     | Billboard Hot 100 | 8            |
| 2007  | "It Ends Tonight"     | Pop 100           | 7            |

## Certifikat
| Country | Certifikat  | Försäljning/avsändningar |
| ------- | ----------- | ------------------------ |
| Kanada  | 1x Platinum | 100,000                  |
| USA     | 2x Platinum | 2,000,000+               |